# 浜田哲朗
浜田 哲朗（はまだ てつろう、1971年 - ）は、株式会社プロデュース・センターの取締役。日本の写真家、映像作家、デザイナー。ザ・ビートルズ・クラブの広報担当も務める。
東京都出身。私立和光高等学校卒業後、アメリカ、イリノイ州のシカゴ美術館附属美術大学で写真と映画を学ぶ。在学中にシカゴ地域の学生写真家10人に選ばれる。卒業後、プロデュース・センターに入社、ビートルズやそのソロメンバーに関わる数々のプロジェクトに携わり、現在にいたる。
クリエーターとしては、ビートルズ、ソロ・メンバー、オノ・ヨーコに関連するものを数多く手がける。代表的なものとして、ポール・マッカートニーのコンサートの写真撮影、音楽イベント『Dream Power ジョン・レノン スーパー・ライヴ』やジョン・レノン・ミュージアムの映像制作、ニッポン放送内イマジン・スタジオのロゴタイプ・デザイン、トリビュート・アルバム『HAPPY BIRTHDAY, JOHN』のジャケット・デザインほか。アイスランドに2007年に完成したイマジン・ピース・タワーのプロジェクトにも関わる。

## 執筆

### 解説文
- 『今を生きるーオノ・ヨーコ』巻末解説文（集英社インターナショナル、2014年2月10日）

### 連載
- ドリーム・パワー ジョン・レノン スーパー・ライヴ 世界の子どもたちに学校を贈ろう 全52回連載（「毎日小学生新聞」、2011年4月2日 - 2012年3月31日、毎週土曜日）